# Stade Walmir Campelo Bezerra
Pour les articles homonymes, voir Bezerra.
Le Stade Walmir Campelo Bezerra (en portugais : Estádio Walmir Campelo Bezerra), également connu sous le nom de Bezerrão, est un stade de football brésilien situé dans la région administrative de Gama, dans l'État du District fédéral.
Le stade, doté de 20 310 places et inauguré en 1977, sert d'enceinte à domicile à l'équipe de football de la Sociedade Esportiva do Gama.
Le stade porte le nom d'Antônio Walmir Campelo Bezerra, à l'époque administrateur régional de Gama durant la construction du stade.

## Histoire

### Prémices du stade
L'idée de construire un stade à Gama date des années 1960, car les équipes de la ville devaient jouer leurs matchs dans le Plan pilote. La première équipe de la ville, l'Esporte Clube Planalto, a même construit un stade près de la Place des Trois Pouvoirs, le stade Duílio Costa.
Le premier club de la région à avoir son propre terrain est le Gama Atlético Clube. Le 21 juin 1963, l'équipe annonce, avec le sous-maire de Gama, Tito Araújo, le projet de construire un nouveau stade définitif de Gama.
Le stade, connu simplement comme le Estádio do Gama, est alors utilisé par les équipes de Mariana, Gistão et Coenge,.
En 1976, sous le soutien de l'administrateur régional Walmir Campelo Bezerra, le stade est démoli pour permettre la construction d'un nouveau stade plus moderne.

### Stade Walmir Campelo Bezerra
Le stade ouvre ses portes en 1977. Il est inauguré le 9 octobre 1977 lors d'une défaite 3-1 des locaux du SE Gama contre le Botafogo (le premier but officiel au stade étant inscrit par Gil, joueur de Botafogo).
Entre janvier 2006 et novembre 2008, le stade subit une rénovation majeure. Le record d'affluence au stade est de 19 157 spectateurs, lors d'une victoire 6-2 de l'équipe du Brésil sur le Portugal le 19 novembre 2008 (match d'inauguration du stade nouvellement rénové).
Le stade accueille 18 matchs de la coupe du monde des moins de 17 ans 2019 (dont le match d'ouverture, les deux demi-finales, le match pour la 3e place et la finale).

## Événements
- 2019 : Coupe du monde -17 ans (18 matchs)[7]

## Galerie

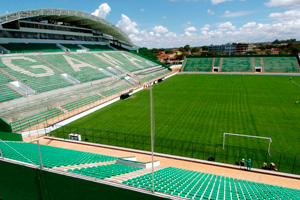
Vue du stade depuis la tribune n°1
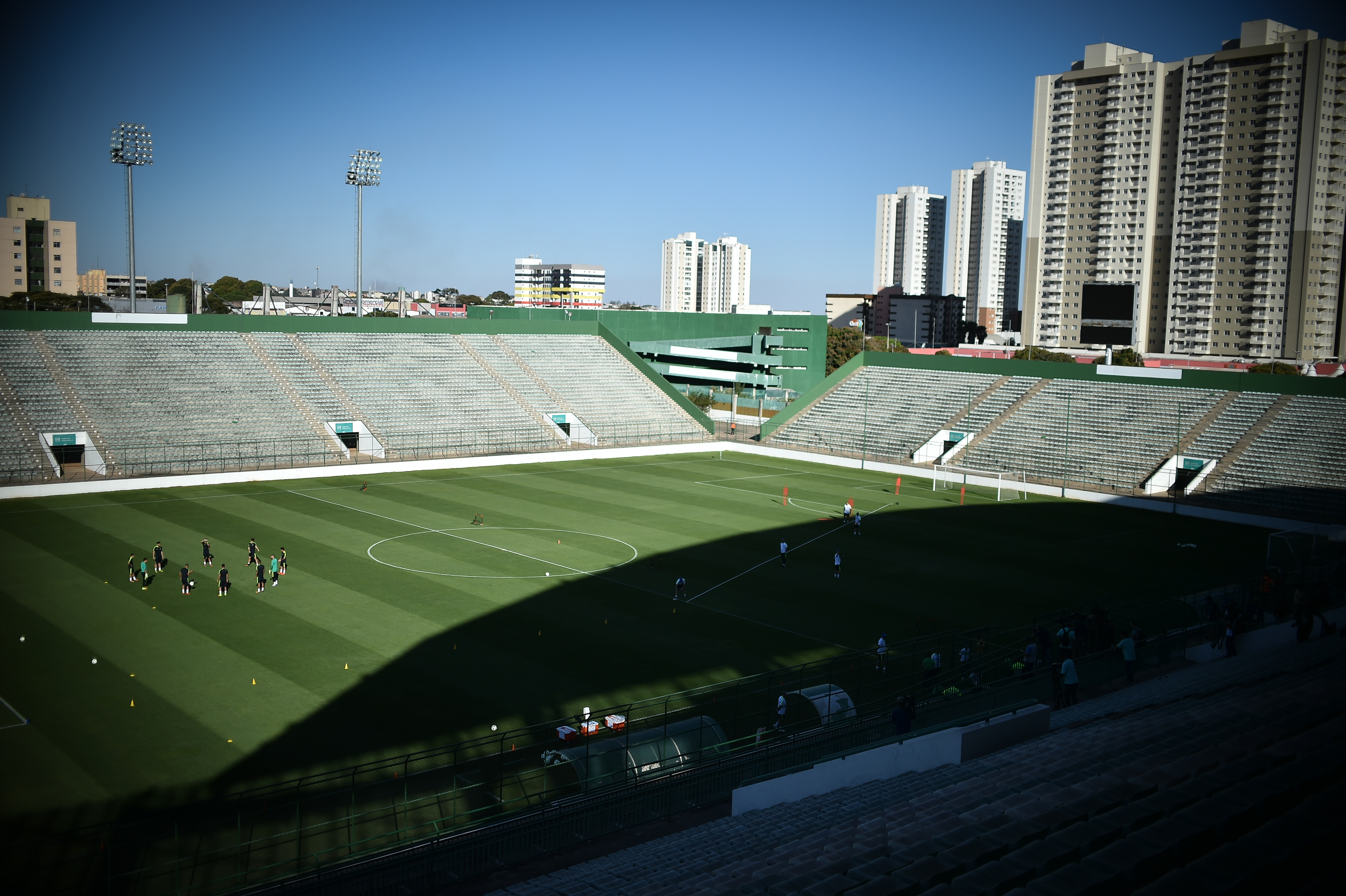
Vue du stade depuis la tribune n°2